# Kestríni
Kestríni är en ort i Grekland.   Den ligger i prefekturen Thesprotia och regionen Epirus, i den västra delen av landet, 300 km nordväst om huvudstaden Aten. Kestríni ligger 24 meter över havet och antalet invånare är 344.
Terrängen runt Kestríni är kuperad österut, men västerut är den platt. Havet är nära Kestríni åt sydväst. Runt Kestríni är det ganska tätbefolkat, med 75 invånare per kvadratkilometer. Närmaste större samhälle är Igoumenitsa, 8,6 km sydost om Kestríni. Trakten runt Kestríni består till största delen av jordbruksmark.